# 城关街道 (大荔县)
城关街道，是中华人民共和国陕西省渭南市大荔县下辖的一个街道办事处。
2015年，陕西省民政厅批复同意撤销大荔县城关镇，设立城关街道办事处。

## 行政区划
城关街道下辖以下地区：
东郊社区、北郊社区、西郊社区、东大社区、南大社区、西大社区、北大社区、十三厂社区、北关村、大巷村、云棋村、红楼村、太平村、屈家村、西关村、仁厚里村、长安屯村、畅家村、邓营村、邓庄村、东婆合村、高八村、凌草村、秦豫村、泰山村、王寨村、西婆合村、埝头村、东平原村、西平原村、东长村、东城南村、东七村、谷多村、观音渡村、南七村、荣华村、三中村、西长村、西城南村、西七村、下庙村、中刘村和埝城村。